# انلیل
انلیل که بعداً به نام الیل شناخته شد، خدای باستانی میان‌رودان بود که با باد، هوا، زمین و طوفان پیوند داشت. او در آغاز به عنوان خدای کانونی پانتئون سومریان رسمیت پیدا کرد،  اما بعدها توسط اکدی‌ها، بابلی‌ها، آشوری‌ها و هوری‌ها نیز پرستش شد. کانون اصلی پرستش انلیل پرستشگاه اکور در شهر نیپور بود که باور بر این بود که توسط خود انلیل ساخته شده بود و به عنوان «طناب پهلوگیری» بهشت و زمین را به هم پیوند می‌دهد. او همچنین گاهی در نوشته‌های سومری به عنوان نونامنیر نامیده می‌شود. بر پایه یکی از سرودهای سومری، انلیل آنچنان سپند و مقدس بود که دیگر خدایان حتی نمی‌توانستند به او نگاه کنند. انلیل در سده بیست و چهارم پیش از میلاد با رشد نیپور به آوازه رسید. آیین دینی او پس از چپاول نیپور توسط ایلامی‌ها در سال ۱۲۳۰ پیش از میلاد رو به نابودی گذاشت و سرانجام مردوک خدای میهنی بابلی جایگزین او به عنوان خدای کانونی پانتئون میان‌رودان شد. خدای بابلی بیل، آمیخته‌ای از برادر انلیل، انکی، پسر انکی، مردوک و خدای چوپان، دوموزوید است.
انلیل کارکردی بنیادین در افسانه آفرینش سومری دارد. او آنو (بهشت) را از کی (زمین) جدا می‌کند و بدین‌گونه جهان را برای انسان‌ها قابل سکونت می‌کند. در افسانه طوفان سومری، انلیل به زیوسودرا برای اینکه از سیل جان به در برده پاداش جاودانگی می‌دهد و در افسانه طوفان بابلی، انلیل خود عامل سیلی است که برای نابودی نسل بشر، که با سر و صدای زیادشان خواب را از او گرفتند، فرستاده‌است. افسانه انلیل و نینلیل در مورد مجموعه‌ای از اغواگری‌هایِ انلیل از ایزدبانوی نینلیل در ظاهرهای گوناگون است که منجر به آبستنی نانا خدای ماه و خدایان جهان زیرین، نرگال، نینازو و انبیلولو می‌شود. انلیل به عنوان پدیدآورنده و سازنده کلنگ و پشتیبان کشاورزی در نظر گرفته می‌شد. انلیل همچنین در چندین افسانه مربوط به پسرش نینورتا از جمله آنزو و لوح سرنوشت‌ها و لوگاله نقش برجسته ای دارد. و همچنین  بر اساس  ترجمه الواح کشف شده سومری که توسط ذکریا سیچین  او در حماسه آفرینش انسان نقش داشته   و توسط پدرش آنو  به‌عنوان فرمانروای زمین منصوب گردیده بود هرچند که از اساس با خلق انسان مخالف بوده و به‌عنوان خدایی خشن و کینه توز در حق انسان میباشد. 

## ریشه‌شناسی نام
نام انلیل از دو واژه سومری باستان ان (𒂗)، به معنی «پروردگار» و لیل (𒆤)، که برابرهای گوناگونی برایش پیشنهاد شده‌است.  لیل گاهی به عنوان باد به معنی یک پدیده آب و هوای (که در نتیجه انلیل به معنای خدای آب و هوا و آسمان، «خداوند باد» یا «خدای طوفان» می‌شود)،   یا همچنین به معنای روان یا روحی که وجود آن با تکان‌های ریز در هوا احساس می‌شود برگردان شده‌است. همچنین لیلشاید نماینده یک وام‌واژه جزئی سامی به جای یک واژه سومری نیز باشد. نام انلیل یک ساختار برگیر (مضاف الیه) نیست که نشان دهنده این است که انلیل به جای اینکه صرفاً علت لیل باشد، خود شخصیت لیل در نظر گرفته می‌شده‌است. 
پیوتر اشتاینکلر نوشته‌است که معنای لیل ممکن است سرنخی برای یک حوزه کاری خاص از انلیل، خواه طوفان، روان‌ها، یا غیره، نباشد چراکه انلیل ممکن است «خدایی جهانی[...] بدون هیچ حوزه کاری خاصی باشد. "

## پرستش

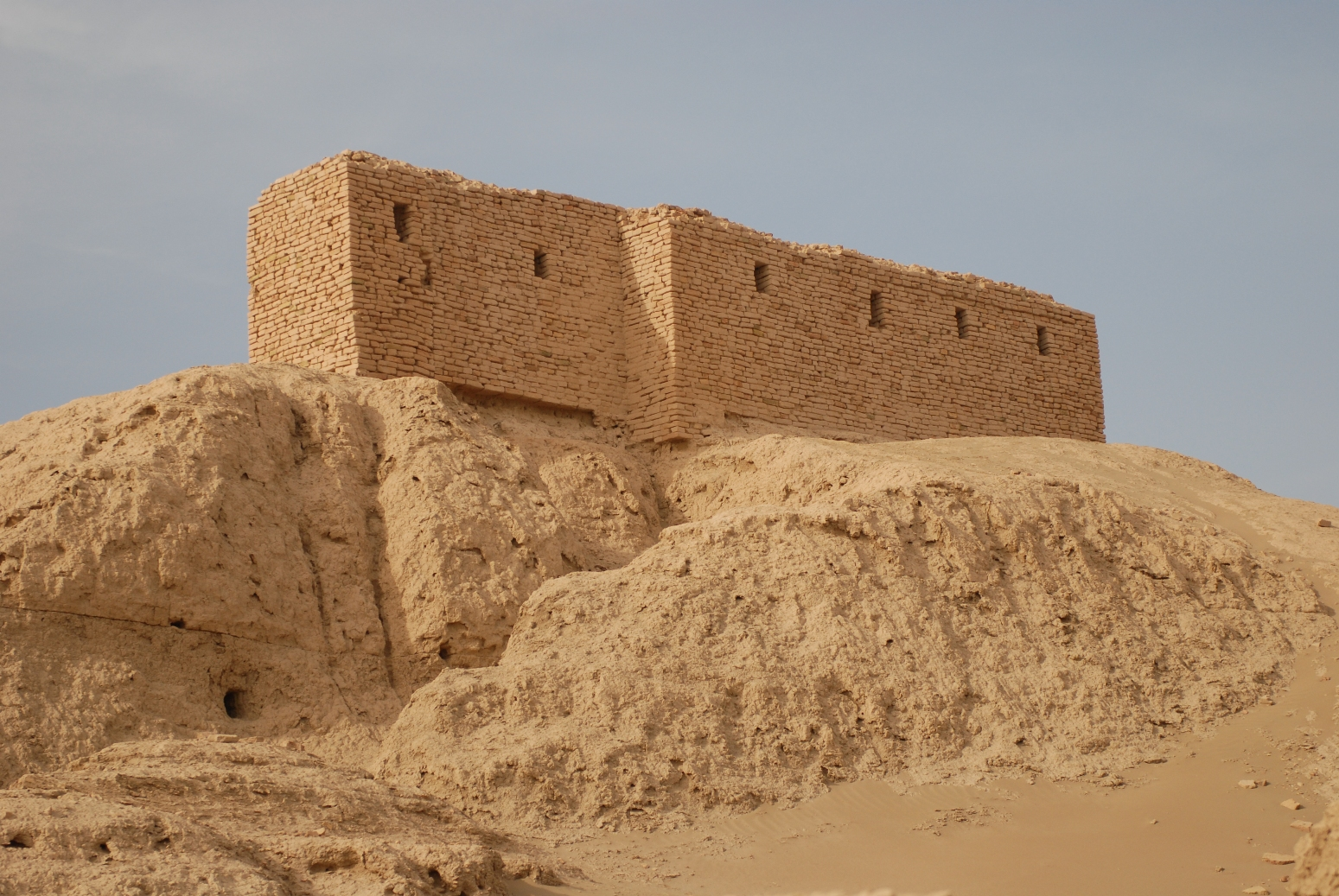
ویرانه‌های پرستشگاهاکور در نیپور

نقشه طبقه همکف پرستشگاه اکور در نیپور

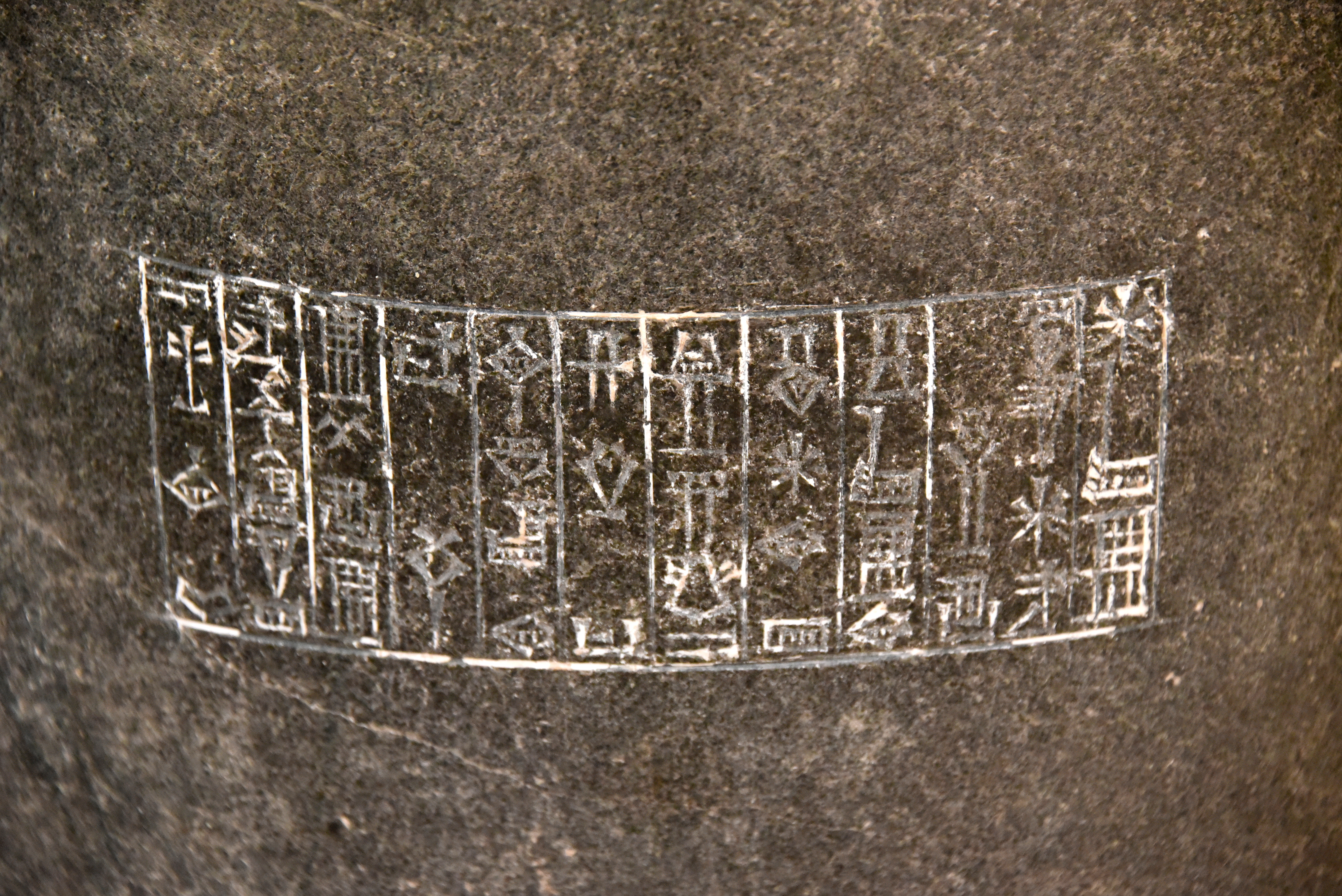
کتیبه ای به خط میخی بر روی ملات دیوریت از نیپور که می‌گوید این‌ها پیشکش‌هایی از گودئا به انلی است (c. 2144 - 2124 پیش از میلاد).

انلیل خدای پشتیبان (محافظ) دولت-شهر سومری نیپور بود که کانون اصلی پرستش او پرستشگاه اکور بود.  نام پرستشگاه او در زبان سومری باستان به معنای «کوه خانه» است.  باور بر این بود که پرستشگاه اکور توسط خود انلیل ساخته و بنا گذاشته شده‌است و مانند «طناب پهلوگیری کشتی‌ها» بهشت و زمین را به همین پیوند می‌دهد که به این معنی «کانالی ارتباط بین زمین و آسمان» است.  در سروده‌ای که در زمان پادشاهی اورنامو، بنیانگذار دودمان سوم اور، نوشته شده بود، اکور با جزئیات کامل توصیف شده و گفته می‌شود که دروازه‌های آن با صحنه‌هایی از ایمدوگود، که یک خدای کوچکتر بود و گاهی به شکل یک پرنده نشان داده می‌شد، کنده‌کاری شده‌است. در این کنده‌کاری‌ها پرنده‌ای غول پیکر یک شیر را می‌کشد و عقابی که گناهکاری را می‌رباید نمایش داده شده‌اند. 
سومریان باور داشتند که تنها انگیزه و هدف وجود انسان پیشکاری (خدمت) خدایان است.   به باور آنان تندیس یک خدا همچنین انگارش (تجسم) فیزیکی خود خدا است.  بدین گونه، تندیس‌های خدایان مورد نگهداری و توجه همیشگی بودند  و گروهی از کشیشان برای نگهداری از آن‌ها گماشته می‌شدند.  مردم انلیل با پیشکش خوراک و دیگر نیازهای انسانی به پرستش این خدایان می‌پرداختند.  باور بر این بود که وعده خوراک روزانه انلیل همان خوراکی است که به‌طور آئینی در پیشگاه تندیس خدایان و در قالب یک جشن گذاشته می‌شد،   . این خوراکی‌های پس از جشن در میان کشیشان نگهدارنده خدا پخش می‌شد.  این کشیش‌ها همچنین سرپرست تغییر پوشاک تندیس‌ها بودند. 
یکی از سرودهای سومری انلیل را با آنچنان شکوهی توصیف می‌کند که دیگر خدایان حتی نمی‌توانستند به او نگاه کنند.   همین سرود همچنین بیان می‌کند که بدون انلیل شهریگری و تمدن نمی‌توانست وجود داشته باشد.  از فرنام‌های انلیل «کوه بزرگ» و «پادشاه سرزمین‌های بیگانه» است.  انلیل همچنین گاهی با عنوان‌هایی مانند «طوفان خروشان»، «گاو نر درنده» و «بازرگان» نیز خوانده می‌شذ.  مردم میان‌رودان او را به عنوان آفریننده، پدر، پادشاه و برترین پروردگار جهان می‌پنداشتند.   او همچنین با نام «نُنامنیر»  نیز شناخته می‌شد و دست کم در یک نوشته، از او به عنوان «باد خاور و باد شمال» یاد شده‌است. 
پادشاهان، انلیل را فرمانروایی نمونه و سرآمد می‌دانستند و کوشش می‌کردند تا از او الگو بگیرند. فرمانروایان از سراسر سومر برای راستش و مشروعیت بخشیدن به خود رهسپار پرستشگاه انلیل در نیپور می‌شدند.  آنها با بخشیدن زمین‌ها و اشیاء گرانبها به پرستشگاه او به عنوان پیشکش،  به سلطنت خویش مشروعیت میبخشیدند   نیپور تنها دولت-شهر سومری بود که هرگز کاخی در آن ساخته نشد  که دلیل آن این بود که ارزش و اهمیت شهر به عنوان کانون فرقه انلیل با پادشاهی انلیل نمایش داده شود.  حتی در زمان بابلیان، زمانی که مردوک جایگزین انلیل به عنوان خدای برتر شد، پادشاهان بابل همچنان به شهر سپند و مقدس نیپور رهسپار می‌شدند تا فرمانروایی خود را راستش ببخشند. 
انلیل برای نخستین بار در سده بیست و چهارم پیش از میلاد، به شهرت و آوازه رسید.   در این دوره زمانی، انلیل و آن بیشتر با هم در کتیبه‌ها آورده می‌شدند.  انلیل خدای برتر و نیرومندتر در میان‌رودان در طول دوره آموری باقی ماند،  و پادشاهان آموری همچنان منبع راستش خود را انلیل می‌خواندند.  اهمیت انلیل پس از پیروزی بر سومر توسط پادشاه بابل، حمورابی، آغاز شد  بابلی‌ها انلیل را با نام «الیل»  پرستیدند و هوری‌ها او را با خدای خود، کوماربی، در هم آمیختند.  در یکی از آیین‌های هوری، انلیل و آپانتو «پدر و مادر ایشهارا» خوانده می‌شوند.  انلیل نیز در کنار نینلیل عضوی از " خدایان توانا و استوار " خوانده می‌شود. 
در زمان کاسیت (ح. 1592 پیش از میلاد - ۱۱۵۵ پیش از میلاد)، نیپور برای زمان کوتاهی توانست نفوذ خود را در منطقه بازیابد و انلیل بار دیگر به آوازه رسید.  از حدود ۱۳۰۰ پیش از میلاد به بعد، انلیل با خدای ملی آشور،  که برجسته‌ترین خدای پانتئون آشوری بود، در هم آمیخته شد.  سپس، در سال ۱۲۳۰ پیش از میلاد، ایلامی‌ها به نیپور یورش بردند و آیین انلیل به همراه شهر ویران شده، رو به فراموشی گذاشت.  کمابیش صد سال بعد، نقش انلیل به عنوان سالار و رئیس پانتئون به مردوک، خدای میهنی بابلی‌ها، داده شد.   اهمیت انلیل در پانتئون به اندازه زیادی کاهش یافت  با این وجود، پرستشگاه‌های انلیل همچنان در سراسر دوره نئو-آشوری (۹۱۱ سال پیش از میلاد - ۶۰۹ پیش از میلاد)  کار خود را دنبال کردند و حتی بابلی‌ها باورمند به این شدند که انلیل و آنو نیروی مردوک را به او بخشیده‌اند.  در طول هزاره نخست پیش از میلاد، بابلی‌ها خدایی را به نام " بیل " به معنای "سالار و ارباب" را می‌پرستیدند که آمیزه‌ای از انلیل، مردوک و خدای رو به مرگ، دوموزید، بود.   بیل همه عنوان‌ها  و جایگاه‌های انلیل در دین بابلی را دارا بود.  سرانجام، بیل به عنوان خدای سامان و سرنوشت شناخته شد.  در همین زمان، آشور همچنان به عنوان «انلیل آشوری» یا «انلیل خدایان» شناخته می‌شد.  پس از فروپاشی امپراتوری نئوآشوری، تندیس‌های انلیل شکسته و پرستشگاه‌های او ویران شدند، چراکه او به شکل جدایی ناپذیری با آشوری‌ها که بسیاری از مردمان سرزمین‌های شکست خورده از آنها بیزار بودند، در پیوند بود.  انلیل تا حدود سال ۱۴۱ پیش از میلاد، زمانی که آیین مردوک رو به نابودی پایانی رفت و در نهایت تا حد زیادی فراموش شد، با نام مردوک پاس دیده می‌شد. 

## شمایل‌نگاری
انلیل با نماد کلاه شاخ‌دار نشان داده می‌شد، که از هفت جفت شاخ گاو بر روی هم تشکیل شده بود. چنین تاج‌هایی نماد مهم الوهیت بودند که از هزاره سوم پیش از میلاد، نمایش داده می‌شد که خدایان آن‌ها را پوشیده بودند. کلاه شاخ‌دار از نخستین روزهای ماقبل تاریخ سومری تا زمان فتح ایران و پس از آن از نظر شکل و معنا ثابت ماند.
سومری‌ها سیستم عددی پیچیده‌ای داشتند که در آن اعداد خاصی از اهمیت آیینی خاصی برخوردار بودند. در این سیستم، انلیل با عدد پنجاه همراه بود که برای او مقدس تلقی می‌شد. انلیل بخشی از سه خدایان بود که شامل آن و انکی نیز می‌شد. این سه خدا در کنار هم تجسم تمام ستارگان ثابت در آسمان شب بودند. آن با تمام ستارگان استوای سماوی، انلیل با ستارگان نیمکره شمالی آسمان و انکی با ستارگان نیم‌کره جنوبی آسمانی شناسایی می‌شد. مسیر مدار آسمانی انلیل یک دایره متقارن و پیوسته در اطراف قطب سماوی بود، اما اعتقاد بر این بود که آن و انکی در نقاط مختلفی با هم تلاقی می‌کنند. انلیل با صورت فلکی گاوران مرتبط بود.

## یادداشت
1. ↑  سومری: 𒀭𒂗𒆤 dEN.LÍL، «فرمانروای باد»[۱][۲][۳]